# 1991 CS
1991 CS är en asteroid i huvudbältet som upptäcktes den 13 februari 1991 av den australiensiske astronomen Robert H. McNaught vid Siding Spring-observatoriet.
Asteroiden har en diameter på ungefär 2 kilometer och den tillhör asteroidgruppen Apollo.